# قائمة رؤساء كلية الأطباء الملكية
رئيس كلية الأطباء الملكية هو الرأس المنتخب للكلية، وهو منصب أُنشئ سنة 1518، بموجب براءة من الملك هنري الثامن، وكان أول من شغله توماس لينيكر. يُنتخب رئيس الكلية سنويًا في نهاية كل عام.

## رؤساء كلية الأطباء الملكية
- 1518 ـ 1524: توماس لينيكر
- 1526: توماس بنتلي
- 1527 ـ 1528: ريتشارد بارتلوت
- 1529 ـ 1530: توماس بنتلي
- 1531: ريتشارد بارتلوت
- 1541 ـ 1543: إدوارد ووتون
- 1544: جون كليمنت
- 1545 ـ 1546: ويليام فريمان
- 1547: ويليام بيرغس
- 1548: ريتشارد بارتلوت
- 1549 ـ 1550: جون فراير
- 1551 ـ 1552: روبرت هويكه
- 1553 ـ 1554: جورج أوين
- 1555 ـ 1560: جون كايوس
- 1561: ريتشارد ماسترز
- 1562 ـ 1563: جون كايوس
- 1564 ـ 1567: روبرت هويكه
- 1568: توماس فرانسيس
- 1569: جون سايمنغز
- 1570: ريتشارد كولدويل
- 1571: جون كايوس
- 1572: جون سايمنغز
- 1581 ـ 1584: روجر غيفارد
- 1585 ـ 1588: ريتشارد سميث
- 1589 ـ 1600: ويليام بارونسديل (توفي وهو في المنصب)
- 1600: وليام جيلبرت
- 1601 ـ 1603: ريتشارد فورستر
- 1604 ـ 1606: توماس لانغتون (توفي وهو في المنصب)
- 1606 ـ 1608: هنري أتكنز
- 1609 ـ 1611: السير ويليام بادي
- 1612 ـ 1614: توماس ماوندفورد
- 1615: ريتشارد فورستر (توفي وهو في المنصب)
- 1616 ـ 1617: هنري أتكنز
- 1618: السير ويليام بادي